# Black Panther: The Album
A Black Panther: The Album a Fekete Párduc című Marvel Studios-film filmzenéje. Az album Ludwig Göransson által szerzett darabokból és Kendrick Lamar által előadott dalokból áll össze. Göransson volt a zeneszerző Ryan Coogler rendező összes korábbi filmjében is, míg Lamar és Coogler a film készítésének folyamata alatt egyeztek meg a közreműködésben.
Miután elolvasta a film forgatókönyvét, Göransson elutazott Afrikába, hogy kutatásokat végezzen az afrikai zenével kapcsolatban. Együtt turnézott Baaba Maal szenegáli zenésszel és felvette több koncertjét is. Maal végül szerepelt az albumon is. Ezeket az afrikai elemeket használta fel klasszikus zenéjében Göransson. A brit Abbey Road Studios-ban vették fel a zenekart és egy xhosza nyelvű kórust.
Azzal a céllal, hogy a film összes fontos témájáról tudjon beszélni, Lamar úgy döntött, hogy létrehoz egy teljes filmzenei albumot, a Coogler által kért néhány dal helyett. A film már bejelentett kiadási dátuma miatt Lamarnak kevesebb ideje volt dolgozni az albumon, mint amennyit szeretett volna. Turnézás közben kezdett neki az albumnak, Sounwave producer segítségével, mielőtt befejezte volna a dalokat több előadó segítségével. Coogler szerint az album sokkal inkább Lamar saját művészi darabja lett, mint csak a film zenéje.
Lamar albumát Black Panther: The Album címen adta ki az Interscope Records 2018. február 9-én és a Billboard 200 lista első helyén debütált. Zenekritikusok általában méltatták, kiemelve a témáit, de megjegyezték, hogy gyengébb, mint saját albumai. Göransson filmzenéjét Black Panther (Original Score) címen jelentette meg a Hollywood Records egy héttel később. Kritikusok kiemelték és méltatták autentikus afrikai hangzását, de többek szerint is túl hosszú volt. A Grammy-gálán és az Oscar-díjátadón is elnyerte a Legjobb eredeti filmzene díjat, míg Lamar King’s Dead dala szintén Grammy-díjas lett.

## Háttér
Ryan Coogler 2016 januárjában írt alá, mint a Fekete Párduc rendezője a Marvel Studios filmstúdióval és ragaszkodott hozzá, hogy korábbi filmjein dolgozó embereket szerződtessen a film elkészítésére, a Marvel megszokott stábja helyett. Ezek közé tartozott Ludwig Göransson zeneszerző, aki a Dél-kaliforniai Egyetemen kezdett el Cooglerrel dolgozni első filmjein, mint a Fruitvale Station és a Creed: Apollo fia.
Coogler Kendrick Lamar és Anthony Tiffith, a Top Dawg Entertainment zenészeivel is találkozott, hogy megegyezzen velük a filmben való részvételükben. Coogler azt szerette volna, hogy a Fekete Párduc dalai között szerepeljenek Lamar munkái is, amely ötletet a Marvel Studios is támogatott. Coogler a Damn album megjelenése után lépett kapcsolatba a rapperrel, megmutatva neki a film részleteit. Lamarnak és Sounwave producernek is nagyon tetszett a film nyitójelenete és a film üzenete. Azt akarták, hogy a munkájuk érzelmileg a film szintjére tudjon emelkedni, de úgy érezték, hogy erre néhány dal nem elég, inkább készítenének egy teljes albumot. Az ő albumukon szerepelnek dalok, amelyek helyet kaptak a filmben és olyanok is, amelyeket az inspirált.

## Díjak és jelölések
| Év   | Díjátadó                                             | Kategória                                                 | Díjazott                                  | Eredmény | For.   |
| ---- | ---------------------------------------------------- | --------------------------------------------------------- | ----------------------------------------- | -------- | ------ |
| 2018 | Billboard Music Awards                               | Legjobb filmzenei album                                   | Black Panther: The Album                  | Jelölve  | [ 7 ]  |
| 2018 | BET Awards                                           | Az év albuma                                              | Black Panther: The Album                  | Jelölve  | [ 8 ]  |
| 2018 | Saturn Awards                                        | Best Film Music                                           | Ludwig Göransson                          | Jelölve  | [ 9 ]  |
| 2018 | Teen Choice Awards                                   | Zene: Közreműködés                                        | Pray for Me                               | Jelölve  | [ 10 ] |
| 2018 | Teen Choice Awards                                   | Zene: R&B/Hiphopdal                                       | All the Stars                             | Jelölve  | [ 10 ] |
| 2018 | MTV Video Music Awards                               | Legjobb vizuális effektek                                 | All the Stars (Loris Paillier, BUF Paris) | Elnyerte | [ 11 ] |
| 2018 | iHeartRadio Much Music Video Awards                  | Legjobb közreműködés                                      | All the Stars                             | Jelölve  | [ 12 ] |
| 2018 | iHeartRadio Much Music Video Awards                  | Legjobb közreműködés                                      | Pray for Me                               | Jelölve  | [ 12 ] |
| 2018 | American Music Awards                                | Legjobb filmzene                                          | Black Panther: The Album                  | Elnyerte | [ 13 ] |
| 2018 | World Soundtrack Awards                              | Legjobb filmhez írt eredei dal                            | Fekete Párduc                             | Elnyerte | [ 14 ] |
| 2018 | Hollywood Music in Media Awards                      | Eredeti filmzene – Sci-Fi/Fantasy/Horror                  | Ludwig Göransson                          | Elnyerte | [ 15 ] |
| 2018 | Hollywood Music in Media Awards                      | Eredeti dal – Sci-Fi/Fantasy/Horror                       | All the Stars                             | Elnyerte | [ 15 ] |
| 2018 | Hollywood Music in Media Awards                      | Filmzenei album                                           | Black Panther: The Album                  | Elnyerte | [ 15 ] |
| 2018 | Hollywood Music in Media Awards                      | Kiemelkedő Zene – Film                                    | Dave Jordan                               | Jelölve  | [ 15 ] |
| 2018 | African American Film Critics Association            | Legjobb eredeti filmzene                                  | All the Stars                             | Elnyerte | [ 16 ] |
| 2018 | Washington D.C. Area Film Critics Association Awards | Filmzene                                                  | Ludwig Göransson                          | Jelölve  | [ 17 ] |
| 2019 | Houston Film Critics Society                         | Legjobb filmzene                                          | Ludwig Göransson                          | Jelölve  | [ 18 ] |
| 2019 | Houston Film Critics Society                         | Legjobb dal                                               | All the Stars                             | Jelölve  | [ 18 ] |
| 2019 | Online Film Critics Society                          | Legjobb filmzene                                          | Ludwig Göransson                          | Jelölve  | [ 19 ] |
| 2019 | Satellite Awards                                     | Legjobb eredeti dal                                       | All the Stars                             | Jelölve  | [ 20 ] |
| 2019 | Golden Globe                                         | Legjobb eredeti filmzene                                  | Ludwig Göransson                          | Jelölve  | [ 21 ] |
| 2019 | Golden Globe                                         | Legjobb eredeti dal                                       | All the Stars                             | Jelölve  | [ 21 ] |
| 2019 | Critics’ Choice Movie Awards                         | Legjobb dal                                               | All the Stars                             | Jelölve  | [ 22 ] |
| 2019 | Critics’ Choice Movie Awards                         | Legjobb filmzene                                          | Ludwig Göransson                          | Jelölve  | [ 22 ] |
| 2019 | Art Directors Guild                                  | Reklám és videóklip                                       | All the Stars (Ethan Tobman)              | Jelölve  | [ 23 ] |
| 2019 | Black Reel Awards                                    | Kiemelkedő eredeti dal                                    | All the Stars                             | Elnyerte | [ 24 ] |
| 2019 | Black Reel Awards                                    | Kiemelkedő eredeti dal                                    | Pray for Me                               | Jelölve  | [ 24 ] |
| 2019 | Black Reel Awards                                    | Kiemelkedő filmzene                                       | Ludwig Göransson                          | Jelölve  | [ 24 ] |
| 2019 | Grammy-díj                                           | Az év albuma                                              | Black Panther: The Album                  | Jelölve  | [ 25 ] |
| 2019 | Grammy-díj                                           | Az év felvétele                                           | All the Stars                             | Jelölve  | [ 25 ] |
| 2019 | Grammy-díj                                           | Az év dala                                                | All the Stars                             | Jelölve  | [ 25 ] |
| 2019 | Grammy-díj                                           | Legjobb rapteljesítmény                                   | King’s Dead                               | Elnyerte | [ 25 ] |
| 2019 | Grammy-díj                                           | Legjobb rap/ének teljesítmény                             | All the Stars                             | Jelölve  | [ 25 ] |
| 2019 | Grammy-díj                                           | Legjobb rapdal                                            | King’s Dead                               | Jelölve  | [ 25 ] |
| 2019 | Grammy-díj                                           | Legjobb eredeti filmzene                                  | Black Panther: The Score                  | Elnyerte | [ 25 ] |
| 2019 | Grammy-díj                                           | Legjobb vizuális médiához szerzett dal                    | All the Stars                             | Jelölve  | [ 25 ] |
| 2019 | Guild of Music Supervisors Awards                    | Legjobb filmhez készített dal/felvétel                    | All the Stars                             | Jelölve  | [ 26 ] |
| 2019 | Guild of Music Supervisors Awards                    | Legjobb zene 25 millió dollárnál drágább filmben          | Dave Jordan                               | Jelölve  | [ 26 ] |
| 2019 | International Film Music Critics Association         | Az év zeneszerzője                                        | Ludwig Göransson                          | Jelölve  | [ 27 ] |
| 2019 | International Film Music Critics Association         | Az év filmzenéje                                          | Ludwig Göransson                          | Jelölve  | [ 27 ] |
| 2019 | International Film Music Critics Association         | Legjobb eredeti filmezen – Fantasy/Science Fiction/Horror | Ludwig Göransson                          | Jelölve  | [ 27 ] |
| 2019 | Oscar-díj                                            | Legjobb eredeti dal                                       | All the Stars                             | Jelölve  | [ 28 ] |
| 2019 | Oscar-díj                                            | Legjobb eredeti filmzene                                  | Ludwig Göransson                          | Elnyerte | [ 28 ] |
| 2019 | Juno Awards                                          | Az év kislemeze                                           | Pray for Me                               | Jelölve  | [ 29 ] |
| 2019 | NAACP Image Awards                                   | Kiemelkedő duó, csoport vagy közreműködés                 | All the Stars                             | Elnyerte | [ 30 ] |
| 2019 | NAACP Image Awards                                   | Kiemelkedő filmzene/válogatás                             | Black Panther: The Album                  | Elnyerte | [ 30 ] |

## Számlista

### Black Panther: The Album
| 1.    | Black Panther (Kendrick Lamar előadásában)                                | Kendrick Duckworth Mark Spears Kevin Gomringer Tim Gomringer Matt Schaeffer                                                                    | Kendrick Lamar Sounwave Cubeatz                                           | 2:11 |
| 2.    | All the Stars (Kendrick Lamar és SZA előadásában)                         | Duckworth Solána Rowe Spears Al Shuckburgh Anthony Tiffith                                                                                     | Sounwave Al Shux                                                          | 3:56 |
| 3.    | X (Schoolboy Q, 2 Chainz és Saudi előadásában)                            | Quincy Hanley Tauheed Epps Anele Mbisha Duckworth Spears Tiffith Ramon Ibanga, Jr.                                                             | Sounwave Illmind                                                          | 4:27 |
| 4.    | The Ways (Khalid és Swae Lee előadásában)                                 | Khalid Robinson Khalif Brown Duckworth Spears Matthew Tavares Chester Hansen Leland Whitty Alexander Sowinski                                  | Sounwave BadBadNotGood Kendrick Lamar                                     | 3:59 |
| 5.    | Opps (Vince Staples és Yugen Blakrok előadásában)                         | Vincent Staples Spears Duckworth Ludwig Göransson                                                                                              | Sounwave Göransson                                                        | 3:01 |
| 6.    | I Am (Jorja Smith előadásában)                                            | Jorja Smith Duckworth Spears Tobias Breuer Troy Chester                                                                                        | Sounwave Kendrick Lamar                                                   | 3:29 |
| 7.    | Paramedic! (SOB X RBE, Kendrick Lamar, és Zacari előadásában)             | Juwon Lee Graham Harris Wayman Barrow Jabbar Brown Zacari Pacaldo Duckworth Dacoury Natche Spears K. Gomringer T. Gomringer                    | DJ Dahi Sounwave Cubeatz                                                  | 3:39 |
| 8.    | Bloody Waters (Ab-Soul, Anderson Paak és James Blake előadásában)         | Herbert Stevens IV Brandon Anderson James Litherland Duckworth Spears Robin Braun                                                              | Sounwave Kendrick Lamar Robin Hannibal                                    | 4:32 |
| 9.    | King’s Dead (Jay Rock, Kendrick Lamar, Future és James Blake előadásában) | Johnny McKinzie Duckworth Nayvadius Wilburn Litherland Tiffith Michael Williams II Travis Walton Spears Samuel Gloade Antwon Hicks Axel Morgan | Sounwave Mike Will Made It Teddy Walton 30 Roc Twon Beatz Axlfolie [ 31 ] | 3:50 |
| 10.   | Redemption Interlude (Zacari előadásában)                                 | Pacaldo Duckworth Hykeem Carter, Jr. Tiffith                                                                                                   | Baby Keem Kendrick Lamar                                                  | 1:25 |
| 11.   | Redemption (Zacari és Babes Wodumo előadásában)                           | Pacaldo Kurtis McKenzie Mike Riley Bongekile Simelane Mandla Maphumulo Duckworth Walton                                                        | McKenzie Walton Scribz Riley                                              | 3:42 |
| 12.   | Seasons (Mozzy, Sjava és Reason előadásában)                              | Timothy Patterson Jabulani Hadebe Robert Gill Duckworth Spears Adam Feeney                                                                     | Sounwave Kendrick Lamar Frank Dukes                                       | 4:02 |
| 13.   | Big Shot (Kendrick Lamar és Travis Scott előadásában)                     | Duckworth Jacques Webster II Tiffith Ronald LaTour Brock Korsan K. Gomringer T. Gomringer Spears                                               | Cardo Cubeatz                                                             | 3:42 |
| 14.   | Pray for Me (The Weeknd és Kendrick Lamar előadásában)                    | Abel Tesfaye Duckworth Feeney Martin McKinney                                                                                                  | Frank Dukes Doc McKinney                                                  | 3:31 |
| 49:19 |                                                                           | |                                                                           |      |

További előadók és feldolgozott dalok
- Összes dal: Kendrick Lamar
- Redemption: Mampintsha.
- Big Shot: New Freezer, eredetileg: Rich the Kid és Kendrick Lamar.

### Black Panther (Original Score)

#### Digitális kiadás
Az összes szám szerzője Ludwig Göransson.
| 1.      | Wakanda Origins                              | 1:44 |
| 2.      | Royal Talon Fighter                          | 4:00 |
| 3.      | Wakanda (Baaba Maal közreműködésével)        | 2:20 |
| 4.      | Warrior Falls                                | 4:06 |
| 5.      | The Jabari                                   | 1:08 |
| 6.      | Waterfall Fight                              | 4:03 |
| 7.      | Ancestral Plane                              | 4:27 |
| 8.      | Killmonger                                   | 2:55 |
| 9.      | Phambili                                     | 2:31 |
| 10.     | Casino Brawl                                 | 3:32 |
| 11.     | Busan Car Chase                              | 2:49 |
| 12.     | Questioning Klaue                            | 3:32 |
| 13.     | Outsider                                     | 2:07 |
| 14.     | Is This Wakanda?                             | 2:46 |
| 15.     | Killmonger’s Challenge                       | 5:07 |
| 16.     | Killmonger vs. T’Challa                      | 3:30 |
| 17.     | Loyal to the Throne                          | 1:35 |
| 18.     | Killmonger’s Dream                           | 3:15 |
| 19.     | Burn It All                                  | 3:24 |
| 20.     | Entering Jabariland                          | 2:42 |
| 21.     | Wake Up T’Challa                             | 6:08 |
| 22.     | The Great Mound Battle                       | 3:48 |
| 23.     | Glory to Bast                                | 6:06 |
| 24.     | The Jabari, Pt. II                           | 2:22 |
| 25.     | A Kings Sunset (Baaba Maal közreműködésével) | 4:28 |
| 26.     | A New Day                                    | 1:47 |
| 27.     | Spaceship Bugatti                            | 1:23 |
| 28.     | United Nations / End Titles                  | 7:32 |
| 1:35:07 |                                              |      |

#### Hanglemezkiadás
| A-oldal | A-oldal                               | A-oldal | A-oldal | A-oldal | A-oldal | A-oldal | A-oldal | A-oldal | A-oldal |
|         | Cím                                   | Hossz   |         |         |         |         |         |         |         |
| ------- | ------------------------------------- | ------- | ------- | ------- | ------- | ------- | ------- | ------- | ------- |
| 1.      | Wakanda (Baaba Maal közreműködésével) | 2:20    |         |         |         |         |         |         |         |
| 2.      | Warrior Falls                         | 4:06    |         |         |         |         |         |         |         |
| 3.      | Waterfall Fight                       | 4:03    |         |         |         |         |         |         |         |
| 4.      | Ancestral Plane                       | 4:27    |         |         |         |         |         |         |         |
| 5.      | Killmonger                            | 2:55    |         |         |         |         |         |         |         |
| 6.      | Casino Brawl                          | 3:32    |         |         |         |         |         |         |         |
| 7.      | Busan Car Chase                       | 2:49    |         |         |         |         |         |         |         |
| 24:12   |                                       |         |         |         |         |         |         |         |         |

| B-oldal | B-oldal                                      | B-oldal | B-oldal | B-oldal | B-oldal | B-oldal | B-oldal | B-oldal | B-oldal |
|         | Cím                                          | Hossz   |         |         |         |         |         |         |         |
| ------- | -------------------------------------------- | ------- | ------- | ------- | ------- | ------- | ------- | ------- | ------- |
| 1.      | Killmonger’s Challenge                       | 5:07    |         |         |         |         |         |         |         |
| 2.      | Killmonger vs. T’Challa                      | 3:30    |         |         |         |         |         |         |         |
| 3.      | Burn It All                                  | 3:24    |         |         |         |         |         |         |         |
| 4.      | The Great Mound Battle                       | 3:48    |         |         |         |         |         |         |         |
| 5.      | Glory to Bast                                | 6:06    |         |         |         |         |         |         |         |
| 6.      | A Kings Sunset (Baaba Maal közreműködésével) | 4:28    |         |         |         |         |         |         |         |
| 26:23   |                                              |         |         |         |         |         |         |         |         |

## Közreműködő előadók

### Black Panther: The Album
Zenészek
| - Ezinma – vonós hangszerelés (1, 2) - Sounwave – vonós hangszerelés (1, 2) - Bēkon – további vonósok (6, 12) - Rascal – eredeti hangminta (6) | - Knukuth – eredeti hangminta (6) - James Blake – további billentyűk (8) - Rob Gueringer – további basszus és gitár (12) |

Utómunka
| - Matt Schaeffer – felvételek (1–9, 11, 13), keverés (1–10) - Sam Ricci – felvételek (2) - James Hunt – felvételek (3) - Ruff Nkosi – felvételek (Saudi, 3; Sjava, 12) - Nolan Presley – felvételek (2 Chainz, 3) - Michael Law Thomas – felvételek (Vince Staples, 5) - LMNZ – felvételek (Yugen Blakrok, 5) - Max Perry – felvételek (SOB X RBE, 7) - Joshua Smith – felvételek (James Blake, 8) - Nevin J. Thomas – felvételek (Anderson Paak, 8) - Eric Manco – felvételek (Future, 9) - Baby Keem – felvételek (10) - Zacari – felvételek (10) - Mandla Maphumulo – felvételek (Babes Wodumo, 11) - DaveO – felvételek (Mozzy, 12) | - Mark Lowe Jr. – felvételek (Reason, 12) - Jimmy Cash – felvételek (Travis Scott, 13) - Beatriz Artola – felvételek (Kendrick Lamar, 14) - Shin Kamiyama – felvételek (The Weeknd, 14) - Mike Sonier – felvételek (The Weeknd, 14) - Doc McKinney – felvételek (Samrawit Hailu, 14) - Barry McCready – asszisztens hangmérnök (14) - Derek Ali – keverés (11, 13) - Jaycen Joshua – keverés (14) - Cyrus Taghipour – keverési asszisztens (11, 13) - David Nakaji – keverési asszisztens (14) - Mike Bozzi – master (összes) - Mike Dean – master (13) - Chris Athens – master (14) |

## Slágerlisták

### Black Panther: The Album
| Slágerlista (2018)                        | Legmagasabb pozíció |
| ----------------------------------------- | ------------------- |
| Ausztrál albumlista (ARIA)                | 2                   |
| Belga albumlista (Ultratop Flanders)      | 8                   |
| Belga albumlista (Ultratop Wallonia)      | 35                  |
| Brit válogatásalbumlista (OCC)            | 9                   |
| Dán albumlista (Hitlisten)                | 1                   |
| Finn albumlista (Suomen virallinen lista) | 2                   |
| Francia albumlista (SNEP)                 | 18                  |
| Holland albumlista (Album Top 100)        | 2                   |
| Kanadai albumlista (Billboard)            | 1                   |
| Német albumlista (Offizielle Top 100)     | 12                  |
| Norvég albumlista (VG-lista)              | 1                   |
| Olasz válogatásalbumlista (FIMI)          | 4                   |
| Osztrák albumlista (Ö3 Austria)           | 13                  |
| Svájci albumlista (Schweizer Hitparade)   | 7                   |
| US Billboard 200                          | 1                   |
| US Top R&B/Hip-Hop Albums (Billboard)     | 1                   |
| US Soundtrack Albums (Billboard)          | 1                   |
| Új-zélandi albumlista (RMNZ)              | 2                   |

| Év   | Slágerlista                           | Pozíció |
| ---- | ------------------------------------- | ------- |
| 2018 | Ausztrál albumlista (ARIA)            | 20      |
| 2018 | Belga albumlista (Ultratop Flanders)  | 53      |
| 2018 | Belga albumlista (Ultratop Wallonia)  | 196     |
| 2018 | Dán albumlista (Hitlisten)            | 26      |
| 2018 | Észt albumlista (IFPI)                | 11      |
| 2018 | Francia albumlista (SNEP)             | 100     |
| 2018 | Holland albumlista (Album Top 100)    | 55      |
| 2018 | Izlandi albumlista (Plötutíóindi)     | 30      |
| 2018 | Kanadai albumlista (Billboard)        | 11      |
| 2018 | US Billboard 200                      | 12      |
| 2018 | US Top R&B/Hip-Hop Albums (Billboard) | 8       |
| 2018 | US Soundtrack Albums (Billboard)      | 2       |
| 2018 | Új-zélandi albumlista (RMNZ)          | 11      |
| 2019 | US Billboard 200                      | 184     |
| 2019 | US Soundtrack Albums (Billboard)      | 6       |
| 2020 | US Soundtrack Albums (Billboard)      | 14      |
| 2021 | US Soundtrack Albums (Billboard)      | 11      |

| Slágerlista (2010–2019) | Pozíció |
| ----------------------- | ------- |
| US Billboard 200        | 93      |

### Black Panther (Original Score)
| Slágerlista (2018)                   | Legmagasabb pozíció |
| ------------------------------------ | ------------------- |
| Belga albumlista (Ultratop Flanders) | 193                 |
| US Billboard 200                     | 64                  |
| US World Albums (Billboard)          | 1                   |

## Minősítések
| Régió                   | Minősítés    | Példányszám |
| ----------------------- | ------------ | ----------- |
| Ausztrália (ARIA)       | Aranylemez   | 35 000      |
| Dánia (IFPI Danmark)    | Aranylemez   | 10 000      |
| Franciaország (SNEP)    | Aranylemez   | 50 000      |
| Új-Zéland (RMNZ)        | Platinalemez | 15 000      |
| Szingapúr (RIAS)        | Aranylemez   | 5 000       |
| Egyesült Államok (RIAA) | Platinalemez | 1 000 000   |